# Vladimir Kogoj
Vladimir Kogoj (partizansko ime Mišo) slovenski častnik, generalmajor jugoslovanske ljudske armade, * 12. januar 1923, Klavže, † 2005.
Rodil se je v družini trgovskega pomočnika Petra in gospodinje Marije Kogoj rojene Laharnar. Družina se je leta 1929 preselila v Kraljevino Srbov, Hrvatov in Slovencev. V Ljubljani je obiskoval ljudsko šolo in se izučil za ključavničarja. Leta 1941 se je pridružil narodnoosvobodilni borbi. Kot partizan je bil najprej borec v Krimskem bataljonu, kasneje je bil še v drugih enotah. Kapitulacijo Kraljevine Italije je dočakal v Tomšičevi brigadi. Kasneje je bil komandant bataljona Varnostno-obveščevalne službe in komandant 1. brigade vojske državne varnosti. Po osvoboditvi je bil komandant brigade Korpusa narodne obrambe Jugoslavije, nato načelnik štaba obmejne brigade in divizije ter načelnik operativnega oddelka 9. armade (JLA). V Sarajevu je končal Pehotno oficirsko šola JLA in 1953 v Beogradu Višjo vojaško akademijo JLA. Leta 1978 je s činom generalmajorja stopil v pokoj.